# Jalska džamija
Jalska džamija (poznata i kao Mehmed-agina ili Kizler, Hafiz-hanumina), džamija je u Tuzli. Nalazi se u sastavu Medžlisa Islamske zajednice Tuzla, u okvirima Tuzlanskog muftiluka.

## Povijest
Sve do 1948. godine pred tom džamijom su postajala tri turbeta, pa se pretpostavlja da je u jednom (od drveta i pokrivena daskom) bila ukopana nepoznata djevojka, koja je vjerovatno bila obnovitelj džamije. Jalska džamija je više puta obnavljana, pa je i tako i 1878. godine vršeno preziđivanje jednog dijela džamije. Temeljito ju je obnovila Hafiz-hanuma Tuzlić 1890. godine, pa je otuda dobila ime i Hafiz-hanumina džamija. U haremu ove džamije ukopan je hadži Mehmed Teufik ef. Azabagić, reis-ul-ulema u Bosni i Hercegovini u razdoblju od 1893. do 1909. godine, koji je umro 1918. godine. 
Jalska džamija je prva u Tuzli i okolini koja je bila meta napada i devastacije srpskih paravojnih snaga. Pred Jalskom džamijom je u vrijeme rata klanjana dženaza Mehmedu ef. Hafizoviću, šejhu nakšibendijskog tarikata i komadantu postrojbe Šejh Hasan Kaimija, koja je djelovala u sastavu Prve muslimanske brigade. 
Prostor za klanjane je opasan debelim zidovima, omalterisanim i molovanim, s geometrijskim i floralnim ornamentalnim detaljima. Plafonska površina je ravna i molovana drugačijim dekorativnim ormamentima od zidova džamije i ovako unutrašnje ukrašavanje džamija danas je prava rijetkost, zastala iz ranijih vremena. Na mahfilu je urađena mektepska učionica, tako da je samo manji dio mahfila predviđen kao prostor za obavljanje molitve. Učionica je odvojena od prostora za klanjanje šperpločama, a na sredini drvene pregrade su postavljena vrata, točno u širini polukružnog istaka za mujezina. Svi drveni elementi enterijera premezani su masnom otvorenoplavom bojom. Interesantno je spomenuti da je u vrijeme komunističkog režima ovo bila najuređenija mektepska učionica u Tuzli i da su u ovaj mekteb dolazila djeca iz najudaljenijih tuzlanskih naselja. U haremu se nalazi veći broj starih i bogato ukrašenih nišana. Pored ostalog, navedeni nišani govore da su se u haremu ove džamije ukopavale značajne ličnosti iz Tuzle. 
U dvorištu, u središnjem dijelu šadrvana, nalazi se četverougaoni stub, obložen crnim sitnim keramičkim pločicama, visine oko 120 cm, iz čijeg se središnjeg dijela izdiže tanki mlaz vode, visine oko pola metra. Na navedom stubu postavljena je pločica s ugraviranim natpisom: Hajr-za sve duše umrlih, Isabegović Avdo i Marija. U neposrednoj blizini Jalske džamije nalazi se i novoizgrađena tekija nakšibendijskog tarikata.
Dana 27. veljače 2019. godine graditeljska cjelina Jalske džamija sa haremom u Tuzli proglašena je nacionalnim spomenikom Bosne i Hercegovine.

## Vanjske poveznice
- Jalska (Mehmedagina) džamija  Arhivirana inačica izvorne stranice od 15. kolovoza 2022. (Wayback Machine)